# Calamus taurinus
Calamus taurinus es una especie de peces de la familia Sparidae en el orden de los perciformes.

## Morfología
• Los machos pueden llegar alcanzar los 40 cm de longitud total.

## Distribución geográfica
Se encuentra en las  costas del sureste del Pacífico: es una especie  endémica de las Islas Galápagos.